# Zgornje Gorje
Zgornje Gorje – wieś w Słowenii, w gminie Gorje. W 2018 roku liczyła 447 mieszkańców.